# نهائي كأس ملك إسبانيا 1984
نهائي كأس إسبانيا 1984 (بالإسبانية: 1984 Copa del Rey final)‏ هي مباراة النهائي الثاني والثمانين لكرة القدم من بطولة كأس إسبانيا منذ انطلاق البطولة لأول مرة عام 1903، جمع لقاء النهائي بين نادي أتلتيك بيلباو من بيلباو ونادي برشلونة من مدينة برشلونة، بتاريخ 05 مايو 1984 على ملعب سانتياغو برنابيو في العاصمة الإسبانية مدريد أمام 100,000 متفرج في نفس الملعب الذي كان قبل عامين مسرحًا لنهائي كأس العالم 1982، يتمتع الناديين بتاريخ طويل في كرة القدم الإسبانية ويعتبر الفريقين الأكثر تتويجا بلقب كأس البطولة الوطنية، حيث حقق نادي أتليتيك بيلباو اللقب (22 مرة) كأكثر الأندية الاسبانية تحقيقا للبطولة، يليه نادي برشلونة ثانيًا بتحقيق اللقب (20 مرة)، يعتبر اللقاء خامس نهائي يجمع أتلتيك بيلباو وبرشلونة في نهائيات كأس الملك، شهدت النهائيات السابقة تفوق نادي برشلونة في معظمها حيث فاز في ثلاثة منها، في بطولة نهائي كأس إسبانيا 1920، نهائي كأس إسبانيا 1942 ونهائي كأس إسبانيا 1953، بينما حقق نادي أتليتيك بيلباو فوز وحيد قبل 52 عامًا وبالتحديد في عام 1932.
مع نهاية المباراة بصافرة الحكم المورسي أنخيل فرانكو مارتينيز، جمع نادي أتلتيك بيلباو بطولة الدوري والكأس لهذا العام، الثنائية التي لم يحققها منذ 28 عامًا، ويضيف بطولة كأس الملك للمرة 23 في تاريخه بالفوز على نادي برشلونة في الأشواط الأصلية من المباراة بنتيجة 1-0، فاز نادي أتليتيك بيلباو بقيادة المدير الفني المثير للجدل خافيير كليمنتي، بفضل هدف إنديكا غواروتسينا في الدقيقة 14 من بداية الشوط الأول، وبعض التكتيكات الخشنة إلى حد ما، لتبقى هذه المباراة في ذاكرة كرة القدم الإسبانية، وتعرف باسم «معركة برنابيو»، نهائي المسابقة التي انتهت بواحدة من أكبر الفضائح في تاريخ كرة القدم الإسبانية، عندما دخل لاعبو أتلتيك وبرشلونة (الأساسين والبدلاء) في شجار على أرض الملعب من بينهم لاعب برشلونة دييغو مارادونا، لتصبح لقطة الختام جزء من الذاكرة والذي يظهر فيه دييغو وهو يضرب ويركل عدة لاعبين من فريق أتلتيك بيلباو.، كل هذا حدث أمام الملك خوان كارلوس وبناء عليه تم منع العديد من اللاعبين بما في ذلك مارادونا لمدة ثلاثة أشهر، في غضون شهرين كان دييغو في طريقه إلى إيطاليا، ليكون هذا اللقاء آخر مباراة رسمية يخوضها مارادونا مع نادي برشلونة.
كانت الاجواء مشحونة قبل النهائي حيث كان التنافس بين الفريقين على الألقاب المحلية في كرة القدم الإسبانية على أشدها، قبل أشهر من نهائي كوبا ديل ري، أدت بعض الاحداث إلى العداء بين الفريقين، وبالتحديد في الجولة الرابعة من الدوري الإسباني 1983/84، أدت تدخل أندوني غويكيوتكسيا الذي عرف بلقب «جزار بيلباو» العنيف الذي تقدم إلى منطقة من منتصف الملعب يقل تواجده فيها بهدف وحيد هو إصابة مارادونا، أحدثت طريقة التدخل على أعلى ربلة الساق للأرجنتيني مارادونا، إلى كسر في الكعب وتمزق في الأربطة الجانبية ليغيب ماردونا عن الملاعب لنحو 3 أشهر، عاد مارادونا بعد شهور من غيابه قبل نهائي كأس الملك مع أتليتيك بلباو في سانتياغو برنابيو عام 1984.
كان لاعب أتلتيك قاسياً على نجم برشلونة الآخر هو بيرند شوستر، قبل عامين من ذلك في موسم 1981/82. في محاولة يائسة للحصول على الكرة من أقدام بيرند شوستر، الذي كان يراوغ دفاع بلباو تمكن غويكيوتكسيا من اصابة الجزء الأكثر ضعفًا في ركبة شوستر وتسببت في سقوط لاعب خط الوسط الشاب على الأرض وتمزق الرباط الصليبي الحاد، غاب شوستر عن الملاعب بعدها لمدة تسعة أشهر، وغاب عن الفترة المتبقية من الموسم، حيث تابع في حزن فريقه يتراجع عن تقدمه بخمس نقاط في قمة الليغا في غضون خمس مباريات فقط، ومنح ريال سوسيداد اللقب. كما غاب اللاعب البالغ من العمر 21 عامًا المذهول عن نهائيات كأس العالم 1982 في إسبانيا.
بعد المشاهد الصادمة على ملعب سانتياغو برنابيو، لم يذكر الحكم مارتينيز أي شيء مما حدث في تقرير المباراة، ولكن بعد 11 يومًا، بتحليل مقاطع الفيديو، قررت لجنة المسابقات معاقبة ثلاثة لاعبين لكل فريق (مارادونا، كلوس، ميغويلي من نادي برشلونة، غويكيوتكسيا، سارابيا ودي أندريس من نادي أتلتيك بيلباو) مع الإيقاف لمدة ثلاثة أشهر لجميع المباريات (بما في ذلك الودية) وبما أن الإجازات لم تحسب، لم يتمكن أي فرد من العودة للعب في الدوري الإسباني إلا في منتصف أكتوبر 1984، لموسم 1984/85، لكن العقوبة لم تكن قابلة للتطبيق على الفريق الإسباني الذي كان من المقرر أن يلعب بطولة أوروبا في فرنسا، في النهاية لم ينفذ أي العقوبة، انتقل مارادونا إلى نابولي (التي كانت آخر مباراة رسمية له) وكان هناك عفو عام عن الآخرين.

## مكان
استضاف ملعب سانتياغو برنابيو وسط مدينة مدريد، العديد من النهائيات على كأس بطولة منذ إعادة افتتاحه في 14 ديسمبر 1947، تصل عددها 25 نهائي ويعتبر النهائي السادس والأربعين بمسمى نهائي كوبا ديل غنراليسيمو عام 1948 أول لقاء يشهد نهائي بطولة كأس إسبانيا بين فريقي نادي إشبيلية ونادي سيلتا دي فيغو على ملعب سانتياغو برنابيو وانتهت حينها بفوز إشبيلية الذي تغلب على آر سي سيلتا دي فيغو 4-1، وبعدها شهد ملعب إقامة ثماني نهائيات متتالية على بطولة على كأس الملك حتى عام 1956، توج أتلتيك بيلباو على ملعب شامارتين في 28 مايو 1950 بعدما تغلب في النهائي الثامن والأربعين على ريال بلد الوليد 4-1 بعد وقت إضافي، ونهائي الثالث والخمسين على ملعب شامارتين في 5 يونيو 1955 وفاز بها أتلتيكو بيلباو على إشبيلية 1-0، ونهائي الرابع والخمسين على ملعب شامارتين في 24 يونيو 1956 وفاز بها أتلتيكو بيلباو على أتلتيكو مدريد 2-1، كما توج في نهائي السادس والخمسين هلى ملعب شامارتين في 29 يونيو 1958 وفاز بها أتلتيكو بلباو على ريال مدريد 2-0، وعاد اتلتيك بيلباو للتغلب على ريال مدريد في نهائي كوبا ديل غنراليسيمو 1960 نهائي كأس الثامن والخمسين الذي أقيم على ملعب سانتياغو برنابيو في 26 يونيو 1960 وفاز بها نادي أتلتيكو مدريد الذي تغلب على ريال مدريد 3-1، وفي 15 يونيو 1969 فاز أتلتيكو بيلباو على نادي إلتشي سي إف 1-0 في نهائي كوبا ديل غينيراليسيمو على ملعب سانتياغو برنابيو عام 1969.
توج نادي برشلونة بثلاثة ألقاب متتالية على هذا الملعب عام 1951، 1952، 1953 وكانت هذه الاخير هو النهائي الواحد والخمسين لكأس الملك على ملعب شامارتين في مدريد، في 21 يونيو 1953 وفاز بها برشلونة على أتلتيكو بيلباو بنتيجة 2-1، وآخر نهائي يجمع بينهما حتى نهائي عام 1984. كذلك توج في نهائي السابع والخمسين في 21 يونيو 1959 الذي أقيم على ملعب سانتياغو برنابيو بعد تغيير مسمى ملعب شامارتين للمسمى الجديد وفاز به برشلونة عندما تغلب على غرناطة 4-1، وتوج برشلونة عام 1968 في النهائي السادس والستين في كأس الملك على ملعب سانتياغو برنابيو في مدريد في 5 يوليو 1968 وفاز به برشلونة على ريال مدريد 1-0.
وتوج في النهائي التاسع والستين على ملعب سانتياغو برنابيو في 4 يوليو 1971 بعدما تغلب برشلونة على نادي فالنسيا 4-3 في الوقت الإضافي، أقيم النهائي السادس والسعبين في 19 أبريل 1978 فاز به برشلونة على لاس بالماس 3-1 على ملعب سانتياغو برنابيو في مدريد.

## عن الفريقين
| الفريق        | مرات التتويج | آخر خمس نهائيات وصل لها الفريق (الخط العريض يشير لسنة الفوز) |
| ------------- | ------------ | ------------------------------------------------------------ |
| أتلتيك بيلباو | 22           | (1965–66، 1966–67، 1969، 1972–73، 1976–77)                   |
| برشلونة       | 20           | (1970–71، 1973–74، 1977–78، 1980–81، 1982–83)                |

## الطريق إلى النهائي
| أتلتيك بيلباو       | أتلتيك بيلباو     | أتلتيك بيلباو | أتلتيك بيلباو | ضد             | برشلونة                                 | برشلونة                                 | برشلونة                                 | برشلونة                                 |
| ------------------- | ----------------- | ------------- | ------------- | -------------- | --------------------------------------- | --------------------------------------- | --------------------------------------- | --------------------------------------- |
| الخصم               | إجم.              | الذهاب        | الإياب        | مراحل البطولة  | الخصم                                   | إجم.                                    | الذهاب                                  | الإياب                                  |
| نادي كارتاخينا      | 0 - 5             | 0 - 3         | 2 - 0         | الجولة الرابعة | تأهل إلى ربع نهائي كأس الكؤوس الأوروبية | تأهل إلى ربع نهائي كأس الكؤوس الأوروبية | تأهل إلى ربع نهائي كأس الكؤوس الأوروبية | تأهل إلى ربع نهائي كأس الكؤوس الأوروبية |
| ريال سوسيداد        | 1 - 1 (ر.ت 5 - 3) | 0 - 0         | 1 - 1         | دور 16         | نادي إيركوليس                           | 2 - 4                                   | 2 - 1                                   | 0 - 3                                   |
| ريال سبورتينغ خيخون | 2 - 3             | 2 - 1         | 0 - 2         | ربع النهائي    | أوساسونا                                | 6 - 3                                   | 4 - 0                                   | 2 - 3                                   |
| ريال مدريد          | 1 - 1 (ر.ت 3 - 4) | 0 - 1         | 1 - 0         | نصف النهائي    | نادي لاس بالماس                         | 2 - 2 (ر.ت 4 - 2)                       | 2 - 1                                   | 0 - 1                                   |

- الفرق التي تلعب في البطولات الأوروبية معفاة من المشاركة في الادوار الأولية حتى دور 16 أو حتى خروجها من بطولة الأوروبية.
  -  شارك نادي أتلتيك بيلباو في ذلك الموسم في بطولة كأس أوروبا 1983–84

## التفاصيل
| أتلتيك بيلباو | 1 - 0 | برشلونة |
| ------------- | ----- | ------- |
| إندكا 14'     |       |         |

| أتلتيك بيلباو | برشلونة |

| GK             | 1  | أندوني زوبيزاريتا      |     |     |
| DF             | 2  | سانتياغو أوركويغا      |     |     |
| DF             | 4  | إينيغو ليسيرانزو       | 37' |     |
| DF             | 5  | أندوني غويكيوتكسيا     |     |     |
| DF             | 3  | خوسيه ماريا نونيز      |     |     |
| MF             | 8  | باتكسي ساليناس         | 21' |     |
| MF             | 6  | ميغيل دي أندريس        |     |     |
| MF             | 10 | إسماعيل أرتوبي         | 26' |     |
| FW             | 7  | دانييل روز (c)         |     |     |
| FW             | 9  | انديكا غواروتسينا      |     | 61' |
| FW             | 11 | استانيسلاو أرغوتي      |     | 87' |
| قائمة البدلاء: |    |                        |     |     |
| GK             | 12 | كارلوس ميلينديز لاتوري |     |     |
| MF             | 13 | خوسيه رامون غاليغو     |     | 87' |
| DF             | 14 | لويس دي لا فيوينت      |     |     |
| FW             | 15 | مانويل سارابيا         |     | 61' |
| MF             | 16 | ميغيل سولا             |     |     |
| المدرب:        |    |                        |     |     |
| خافيير كليمنتي |    |                        |     |     |

| GK                | 1  | خافيير أوروتيكويتشيا    |     |     |
| DF                | 2  | خوسيه فيسنتي سانشيز (ك) |     |     |
| DF                | 6  | خوسيه رامون أليكزانكو   | 62' |     |
| DF                | 3  | ميغويلي                 |     |     |
| DF                | 4  | خوليو ألبرتو مورينو     |     |     |
| MF                | 11 | ماركوس ألونسو بينا      |     |     |
| MF                | 5  | فيكتور مونيوز           | 53' |     |
| MF                | 8  | بيرند شوستر             | 57' |     |
| MF                | 9  | جوان بيريز              |     | 63' |
| FW                | 10 | دييغو مارادونا          |     |     |
| FW                | 7  | لوبو كراسكو             | 8'  |     |
| قائمة البدلاء:    |    |                         |     |     |
| DF                | 12 | أنتونيو أولمو           |     |     |
| GK                | 13 | بيدرو ماريا أرتولا      |     |     |
| MF                | 14 | ايستيبان فيغو           |     |     |
| MF                | 15 | باكو كلوز               |     | 63' |
| FW                | 16 | بيتشي ألونسو            |     |     |
| المدرب:           |    |                         |     |     |
| سيزار لويس مينوتي |    |                         |     |     |

| قواعد المباراة - مباراة من 90 دقيقة - تلعب 30 دقيقة من الوقت الإضافي إذا لزم الأمر - ضربات الجزاء الترجيحية إذا كانت النتائج لا تزال تعادل بين الفريقين. - خمسة لاعبين على قائمة البدلاء - يمكن اجراء استبدالين كحد أقصى |